# Giuseppe Raimondi (calciatore)
Giuseppe Raimondi (1898) è stato un calciatore italiano, di ruolo portiere.

## Carriera
Disputa otto stagioni a difesa della porta bustocca, esordendo il 12 novembre 1922 nella partita Pro Patria-Saronno (0-1). Debutta in massima serie con la squadra di Busto Arsizio nella stagione 1927-1928, disputando due campionati di Divisione Nazionale per un totale di 26 presenze.
Rimane in forza alla Pro Patria fino al 1930, quando viene posto in lista di trasferimento.
In seguito milita nel Palermo.